# کوربرتین ۲۱۹۰
سیارک ۲۱۹۰ (به انگلیسی: 2190 Coubertin، نامگذاری:1976GV3) دو هزار و صد و نودمین سیارک کشف شده‌است که در ۲ آوریل ۱۹۷۶ کشف شد.
قدر مطلق سیارک برابر ۱۲٫۵۰ است.